# Dave Navarro

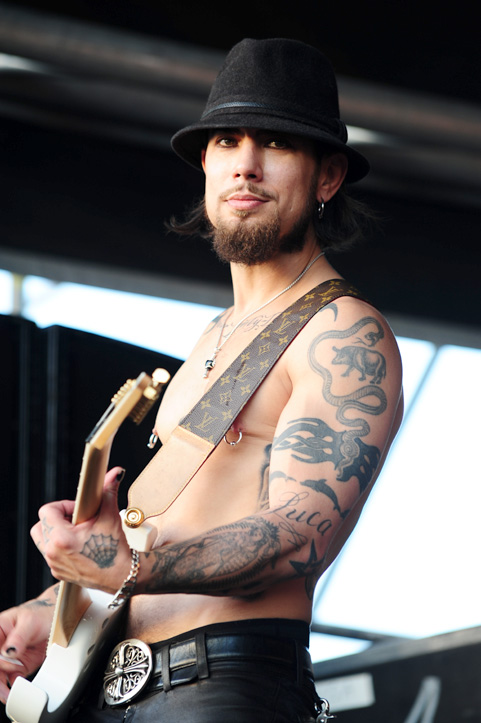
Dave Navarro, 2010

David Michael Navarro (* 7. Juni 1967 in Santa Monica, Kalifornien) ist ein US-amerikanischer Gitarrist, der unter anderem Mitglied der Rockband Red Hot Chili Peppers war und Jane’s Addiction mitgründete.

## Leben
David Navarro ist seit 1985 Leadgitarrist der nordamerikanischen Alternative-Band Jane’s Addiction. Von 1994 bis 1997 ersetzte er John Frusciante bei den Red Hot Chili Peppers. In dieser Zeit entstand das Album One Hot Minute. Außerdem wurde ihm angeboten, Ersatzmann für Izzy Stradlin bei Guns N’ Roses zu werden, was allerdings nicht zustande kam. Nachdem Slash Guns N’ Roses verlassen hatte, war wiederum Dave Navarro im Gespräch für dessen Nachfolge, wobei es wohl auch zu einigen gemeinsamen Sessions mit Axl Rose kam. Dieser war nach eigenem Bekunden großer Jane’s-Addiction-Fan und unterstützte diese auch in ihrer Anfangsphase. 2001 veröffentlichte er sein erstes und bisher einziges Soloalbum, Trust No One, auf dem er auch zum ersten Mal als Sänger auftrat. Am 1. September 2006 wurde das Debütalbum (ONe) seiner neuen Band The Panic Channel veröffentlicht. Im Jahr 2008 vereinigten sich Jane’s Addiction wieder und tourten gemeinsam mit Nine Inch Nails durch die USA. Zurzeit ist Navarro Moderator einer eigenen Radioshow namens Dark Matter beim Radiosender Moheak Radio und schreibt eine Kolumne für die Zeitschrift Penthouse. Zudem arbeitet er an einem TV-Format namens Deeper with Dave Navarro.
Von 2012 bis 2020 moderierte er die Fernsehshow Ink Master, in der er auch als Juror agierte.

## Einflüsse
Seinen Gitarrenstil entwickelte Navarro durch unzählige Übungsstunden als Teenager. Sein Schlüsselerlebnis, wie er zum Gitarrespielen kam, war seinen Angaben zufolge, dass er an einem Nachmittag beim Skateboarden in einem trockenen Schwimmbad aus der dort vorhandenen Musikanlage einen Hendrix-Song gehört und schnell gewusst habe, dass er das auch machen möchte. Als Haupteinflüsse gibt Navarro Jimi Hendrix und Jimmy Page an. Beschäftigt hat er sich aber mit vielen Gitarristen, in einem Lesson-Video erwähnt er beispielsweise auch Robert Smith von The Cure.
Insgesamt kann man Dave Navarro zu einer Riege von Gitarristen zählen, die aus den 60/70er-Jahre-Stilen von Jimi Hendrix, Jimmy Page von Led Zeppelin oder auch Deep Purple ihren eigenen Sound und Stil entwickelten, wie z. B. auch Tom Morello (Rage Against the Machine), John Frusciante (Red Hot Chili Peppers) und Jack White (The White Stripes).

## Gastauftritte
Navarro spielte Gitarre in dem Video zu Bad Boys for Life von P. Diddy. 2001 hatte er einen Gastauftritt als Musiker in der Serie Charmed – Zauberhafte Hexen in der Folge Der Sammler. 2004 war er bei einer Szene in dem Film Uptown Girls – Eine Zicke kommt selten allein zu sehen. Im Jahr 2008 hatte Dave Navarro ebenfalls einen Gastauftritt in der MTV-Serie Shwayze des gleichnamigen US-Rappers.
Zudem ist er in einigen Folgen der Bikerserie Sons of Anarchy von Kurt Sutter zu sehen.

## Privatleben
Dave Navarro war bislang dreimal verheiratet. Von 1990 bis 1993 war er mit Tania Goddard verheiratet, bevor er am 15. Oktober 1994 Rhian Gittins ehelichte, von der er bereits fünf Tage später wieder geschieden wurde. Am 22. November 2003 heiratete er die Schauspielerin Carmen Electra; die Scheidung folgte am 20. Februar 2007. Die Hochzeit der beiden wurde im Rahmen der Reality-Show ’Til Death Do Us Part dokumentiert.
Im Jahr 2001 veröffentlichte Navarro seine Autobiografie namens Don’t Try This At Home, in der er vor allem seine Drogenprobleme thematisierte.